# Dziwny Zachód

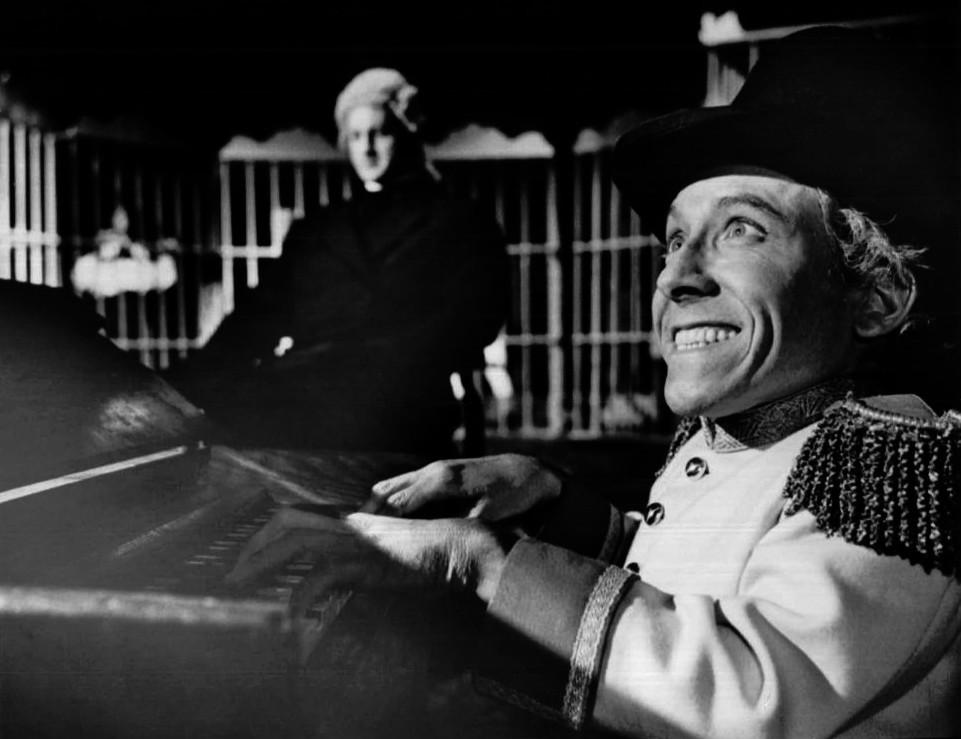
Serial Bardzo dziki Zachód

Dziwny Zachód (ang. Weird West) – określenie typu twórczości (literatura, film itd.) łączącej Dziki Zachód (western) z elementami fantasy, horroru lub science fiction, w szczególności w jej steampunkowej odmianie.

## Przykłady
- gra Deadlands: Martwe Ziemie,
- film: Bardzo dziki zachód, Kowboje i obcy, Świat dzikiego zachodu
- serial Firefly, Westworld
- cykl powieściowy Mroczna Wieża.